# Dysoxylum yunzaingense
Dysoxylum yunzaingense là một loài thực vật có hoa trong họ Meliaceae. Loài này được Merr. & L.M.Perry mô tả khoa học đầu tiên năm 1940.